# Lijst van begrippen in de economische wetenschap
In deze lijst zijn verschillende grootheden/termen opgenomen die bij de economische wetenschap van belang kunnen zijn.

## A
- aanbod
- aanbodeconomie
- aanbodelasticiteit
- aanbodfactoren
- aanbodcurve
- aanbodoverschot
- aanbodzijde /aanbodkant
- aandeel
- aanzuigeffect
- aard van het goed
- AAW
- absolute armoede
- abstract kapitaal
- abstracte markt
- accelerator
- accijns
- achterwaartse integratie
- acquisitie
- ACS-landen (of ACP-landen)
- actieve kas
- activa
- administratie
- ADV
- afgeleide productiefactor
- afhankelijke beroepsbevolking
- afroompolitiek
- afschrijvingen
- afslag
- aftoppen
- aftrekpost
- afwenteling
- afzet
- aggregatiegraad
- aid by trade
- Akkoord van Wassenaar
- algemene bank
- Algemene Rekenkamer
- algemene trekkingsrechten
- AKW
- allocatie
- allocatiefunctie van de overheid
- allocatieprobleem
- alternatief aanwendbaar
- alternatieve kosten, opportunity costs
- Ambachtseconomie
- anti-cyclische begrotingspolitiek
- anti-dumpingsargument
- AOW-uitkering
- appreciatie
- arbeid
- arbeidsaanbod
- arbeidsbesparende technische ontwikkeling
- arbeidsbureau
- arbeidscoëfficiënt
- arbeidsdeling
- arbeidsduurverkorting
- arbeidsethos
- arbeidsinkomensquote
- arbeidsintensief
- arbeidsintensiteit
- arbeidsjaar
- arbeidskostenforfait (of arbeidstoeslag)
- arbeidsmarkt (verdringingseffect)
- arbeidsmobiliteit
- arbeidsparticipatie
- arbeidsplaats
- arbeidsproductiviteit
- arbeidsschaarste
- arbeidsverdeling
- arbodienst
- argumenten voor handelsprotectie
- armoede
- armoedegrens
- armoedeval
- asymmetrisch oligopolie
- autarkie
- automatische prijscompensatie
- automatisering
- autonoom
- autonome consumptie
- AWBZ
- AWW

## B
- balans
- bank
- bedrijf
- bedrijfseconomie
- bedrijfskolom
- bedrijfstak
- behoefte
- belasting
- belegging
- beroepsbevolking
- besloten vennootschap
- besparingen
- bestedingen
- betalingsbalans
- begrotingstekort
- boekhouding
- break-even-point
- bruto binnenlands product
- bruto nationaal product
- brutoloon
- brutowinst
- budget

## C
- cashflow
- categoriale inkomensverdeling
- CBS
- centrale bank
- ceteris paribus
- chartaal geld
- CLS Bank
- collectief goed
- complementair goed
- concurrentie
- conjuncturele werkloosheid
- conjunctuur
- consument
- consumentensoevereiniteit
- consumentensurplus
- consumptie
- consumptiehuishouding: zie huishouden
- contante waarde
- creatieve destructie
- credit
- crediteur
- crowdfunding

## D
- debet
- debiteur
- deposito
- depressie
- devaluatie
- deviezen
- (financieel) derivaat
- dienst
- differentiatie
- distributie
- dividend
- deadweight loss
- dubbel boekhouden
- duurzaam goed

## E
- EBIT
- EBITDA
- ECB
- ecologische voetafdruk
- economie
- economische crisis
- economische expansie
- economische groei
- economische kringloop
- economische orde
- economische sector
- economische wet
- economisch subject
- effecten
- effectenbeurs
- efficiëntie
- Eigen Vermogen
- elastische vraag
- elasticiteit
- endogene variabele
- exogene variabele
- evenwichtsprijs
- export
- externe effecten

## F
- faillissement
- fair value
- financieel product
- financiële instelling
- financiële sector
- financiële verslaggeving
- financiering
- firma
- FRA
- frictiewerkloosheid
- FRS
- fusie
- fysiocraten

## G
- geld
- geldpolitiek
- geldschieter
- Gini-coëfficiënt
- giraal betalingsverkeer
- giraal geld
- goederen
- goudvoorraad / goudreserve
- goudwisselstandaard
- grensnut
- grondrente
- grootboek
- gulden financieringsregel

## H
- handel
- Hollandse ziekte
- hoogconjunctuur
- huishouding

## I
- import
- importheffing
- importquote
- index(cijfer)
- indirecte kosten
- inductie
- inelastische vraag
- inferieur goed
- inflatie
- informele economie
- inkomen
- inkomensverdeling
- innovatie
- institutie
- integratie
- interne-opbrengstvoet
- intrinsieke waarde
- investeren
- investeringsquote
- IS-model
- IS/LM-model

## J
- jaarrekening
- jaarverslag
- journaalpost

## K
- kapitaal
- kapitaal (in bedrijfseconomische zin)
- kapitaalgoed
- kapitalisme
- kartel
- Keynesianen
- klant
- koopkracht
- koper
- kosten
- kostprijs
- kwaliteit

## L
- lease
- lening
- liquide activa
- liquiditeit
- liquiditeitenmassa
- LM-model
- logistiek
- loonkosten
- loonquote
- luxe goed
- Lorenz-curve

## M
- Macro-economie
- Malthusiaanse catastrofe
- Malthusiaans plafond
- management
- manager
- marginale kosten
- marginale opbrengst
- marginale productiviteitstheorie
- marginale waarde
- marginaal tarief
- marketing
- marketingmix
- markt
- marktaandeel
- marktequilibrum, marktevenwicht
- marktleider
- marktvorm
- marktwaarde
- Mercantilisme
- meerwaarde
- Merit-goed
- merk
- Micro-economie
- midden- en kleinbedrijf
- monetaire economie
- monetaire politiek
- Monetaristen
- monopolie
- monopolistische concurrentie
- monopsonie
- multipliereffect
- MVO

## N
- Nationaal inkomen
- nationale rekeningen
- (in) natura
- Natuur (productiefactor)
- Neoklassieken
- Neolithische (r)evolutie
- Netto nationaal inkomen
- netto-winst
- nominale waarde
- noodzakelijk goed
- nut
- Nutsmaximalisatie

## O
- obligatie
- offerte
- oligopolie
- oligopsonie
- omzet
- omzetsnelheid
- onderbesteding
- onderneming
- onderpand
- opbrengsten
- openbare financiën
- optie
- organisatie
- outputgap
- overbesteding
- overdrachtsuitgaven
- overheid
- overlegeconomie
- optimale productie

## P
- parallellisatie
- passiva
- payback period (terugverdientijd)
- pensioen
- planning
- poldermodel
- portfolio-analyse
- preferentieschema
- prijs
- prijselasticiteit
- prijzen
- primair goed
- producent
- producentensurplus
- product
- productie
- productiecapaciteit
- productiefactor, productiemiddel
- productiehuishouding
- productlevenscyclus
- profijtbeginsel

## R
- randvoorwaarde
- rationeel handelen
- recessie
- reële economie
- rekeneenheid
- rekening-courant
- rendement
- rentabiliteit
- rente, interest, intrest
- rentevoet
- reorganisatie
- reserve
- Return on Investment (ROI)
- Risico (financieel)
- ruilvoet

## S
- saldo
- samengestelde interest
- schaalvoordeel
- schaarste
- seizoenswerkloosheid
- single-family office
- solvabiliteit
- spaarquote (gemiddelde)
- spaarrekening
- specialisatie
- stakeholder
- structurele werkloosheid
- subsidie
- substitutiemogelijkheden
- substituut, substitutiemiddel
- SWOT-analyse

## T
- termijncontract
- termijnmarkt
- toegevoegde waarde
- toetredingskosten
- transactiekosten
- transitief ordenen

## U
- uitkering
- uitkeringgerechtigde

## V
- variabele kosten
- vaste activa
- vaste kosten, constante kosten
- veiling
- Vennootschap onder firma
- verborgen werkloosheid
- verlies
- verkoper
- verticale prijsbinding
- vervangingsinvesteringen
- vlottende activa
- volatiliteit
- volume
- voorziening
- vraag
- vreemd vermogen
- vrije goederen
- VVM

## W
- waarde
- warrant
- welvaart
- welzijn
- welvaartseconomie
- werkgelegenheid
- werkloosheid
- wig
- winst
- winst-en-verliesrekening
- winstopslag
- wisselkoersen

## Z
- zwarte markt, zwarte handel, zwarte circuit
- zzp'er